# Pelliaceae
Pelliaceae är en familj av bladmossor. Pelliaceae ingår i ordningen Pelliales, klassen Jungermanniopsida, divisionen bladmossor och riket växter. Enligt Catalogue of Life omfattar familjen Pelliaceae 4 arter. 
Pelliaceae är enda familjen i ordningen Pelliales.
Kladogram enligt Catalogue of Life:
| Pelliaceae | \| \| Noteroclada \| \| \| \| \| \| pellior \| \| \| \| |
|            | \| \| Noteroclada \| \| \| \| \| \| pellior \| \| \| \| |
|            | Noteroclada                                             |
|            |                                                         |
|            | pellior                                                 |
|            |                                                         |

## Bildgalleri

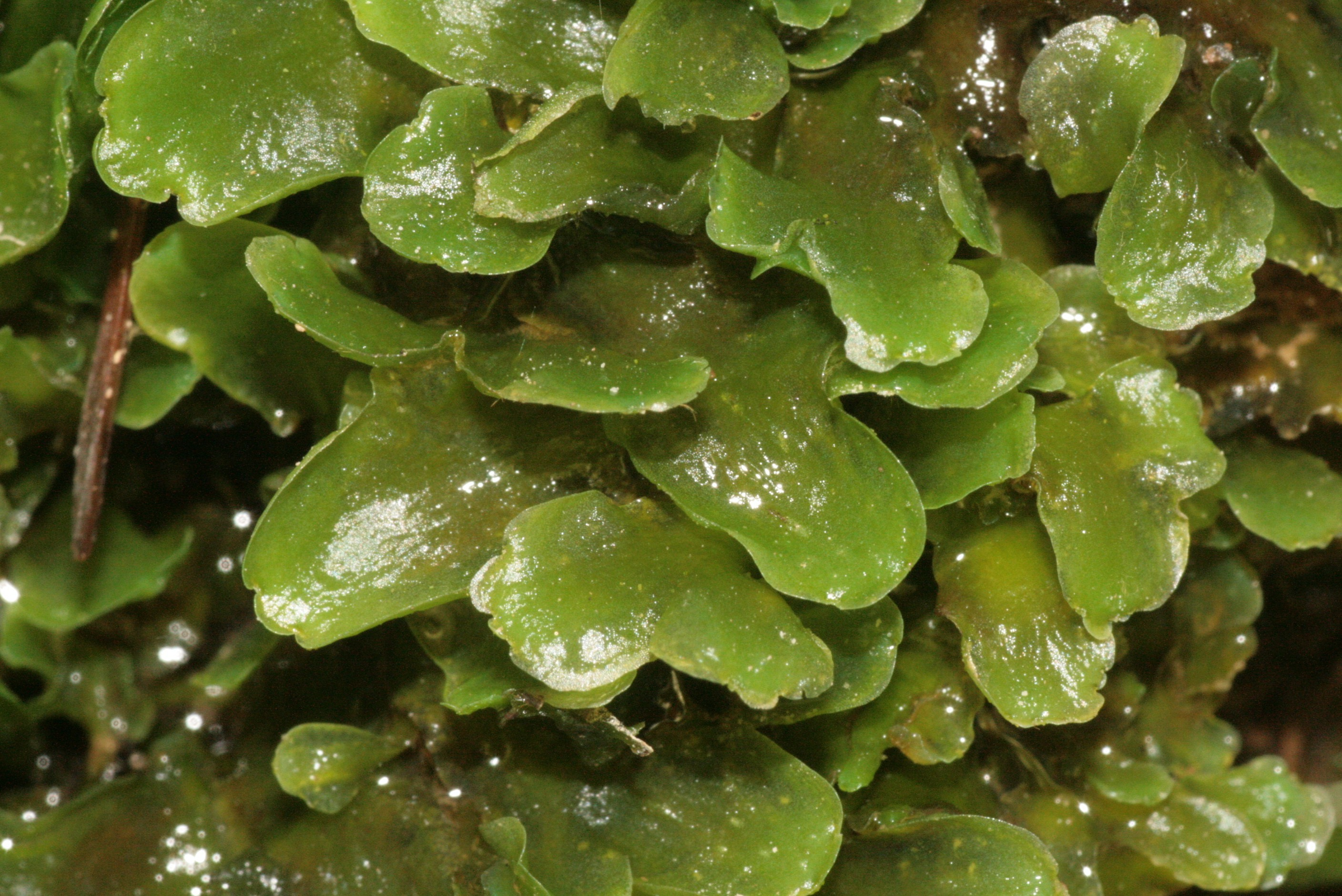
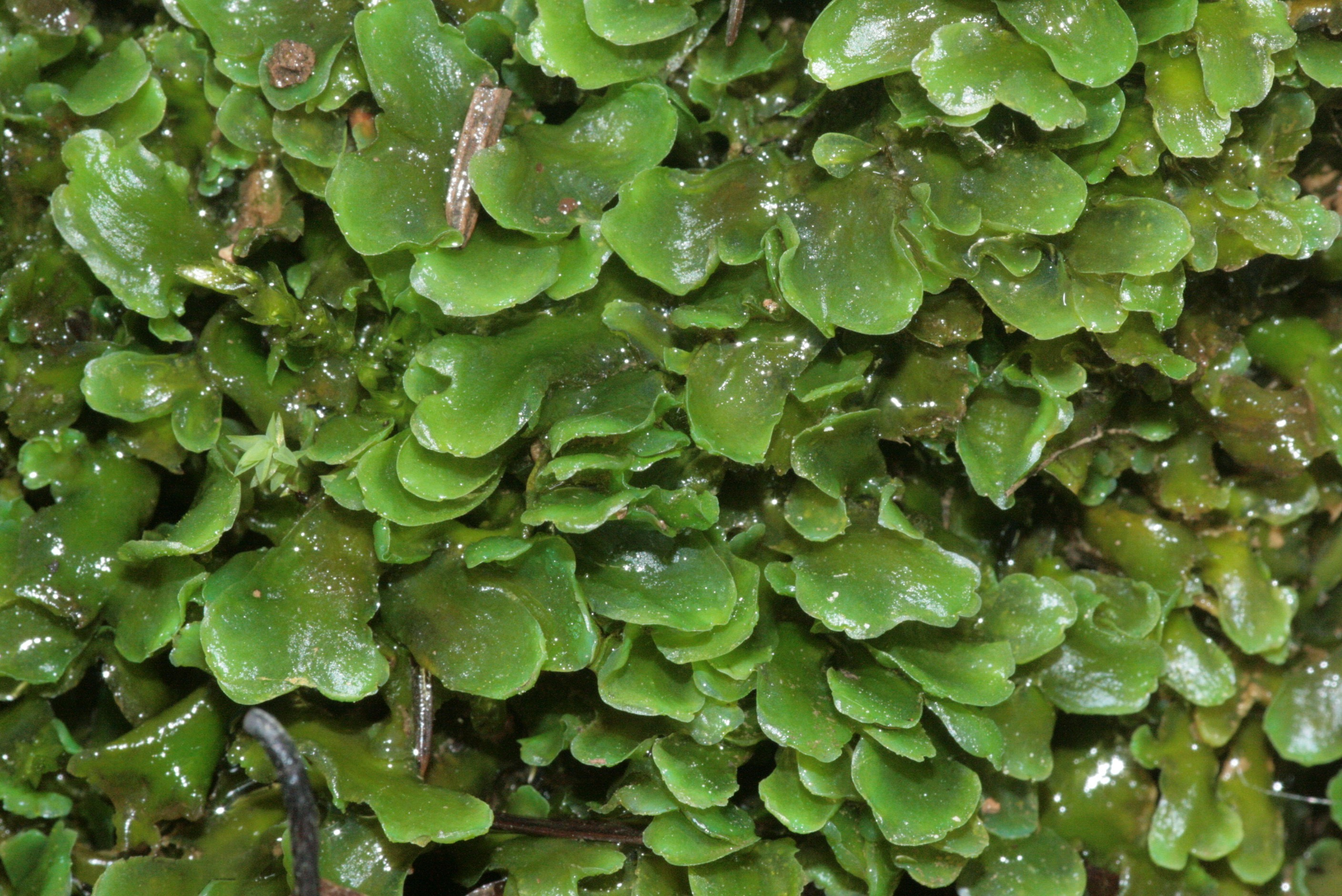
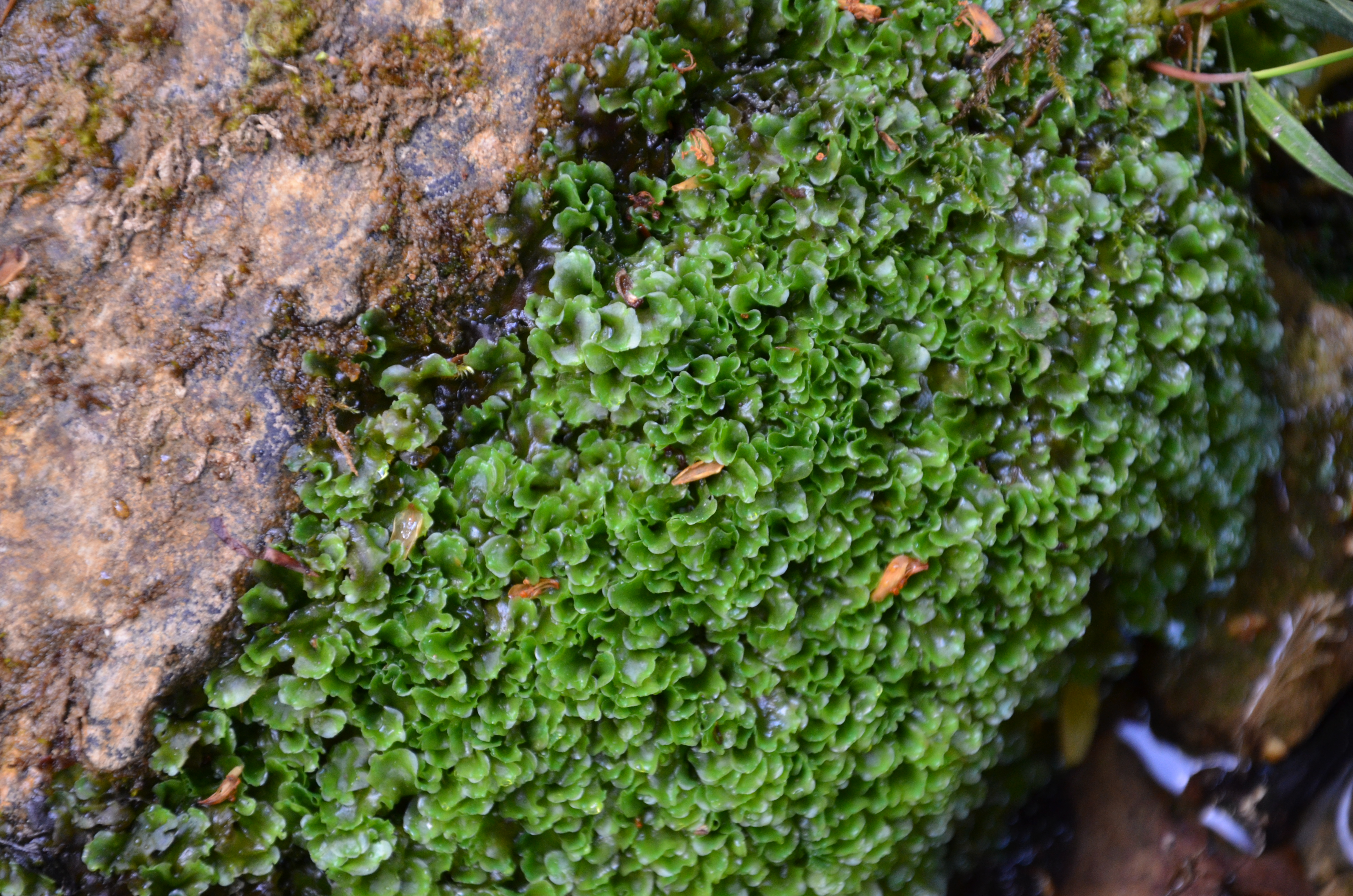
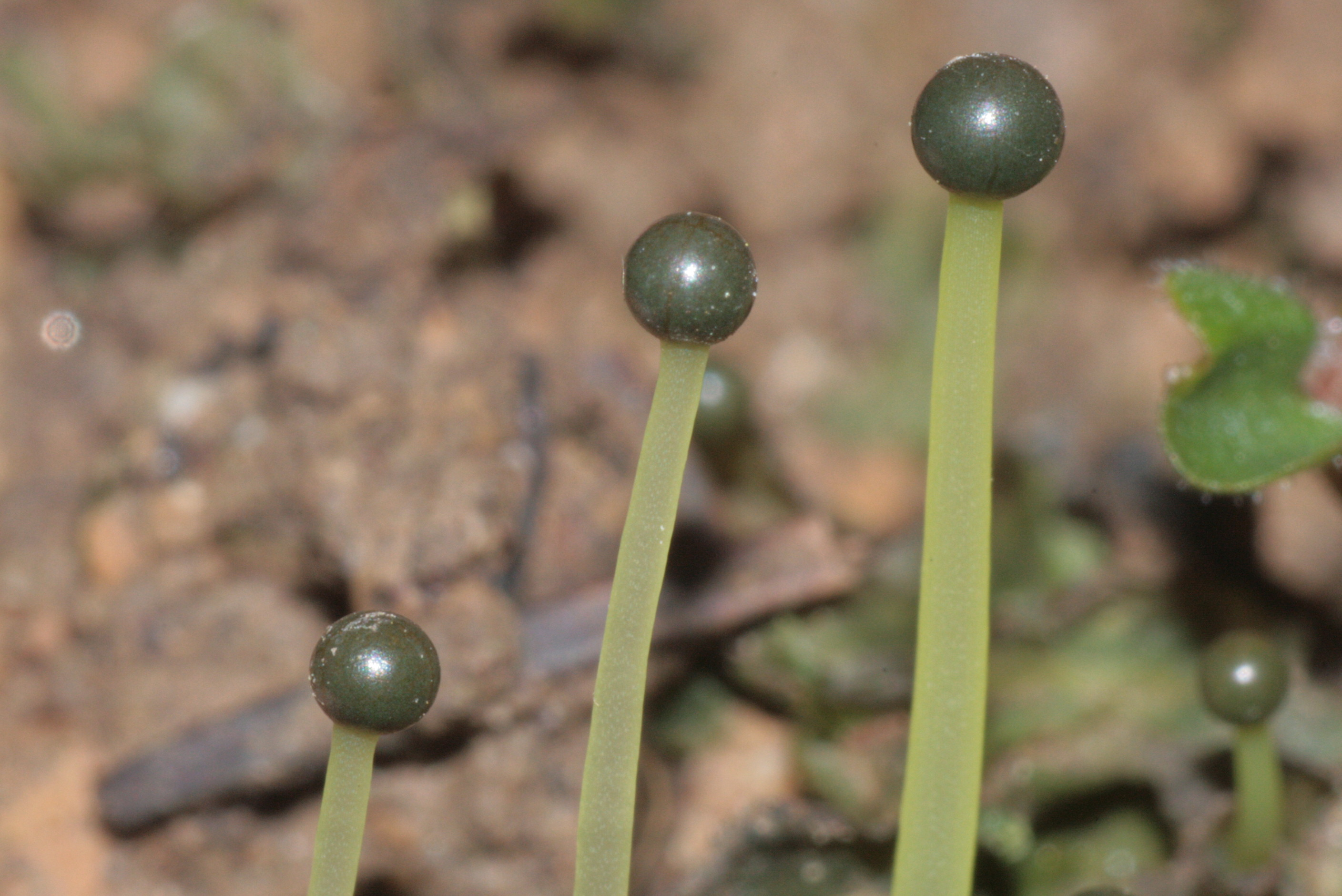
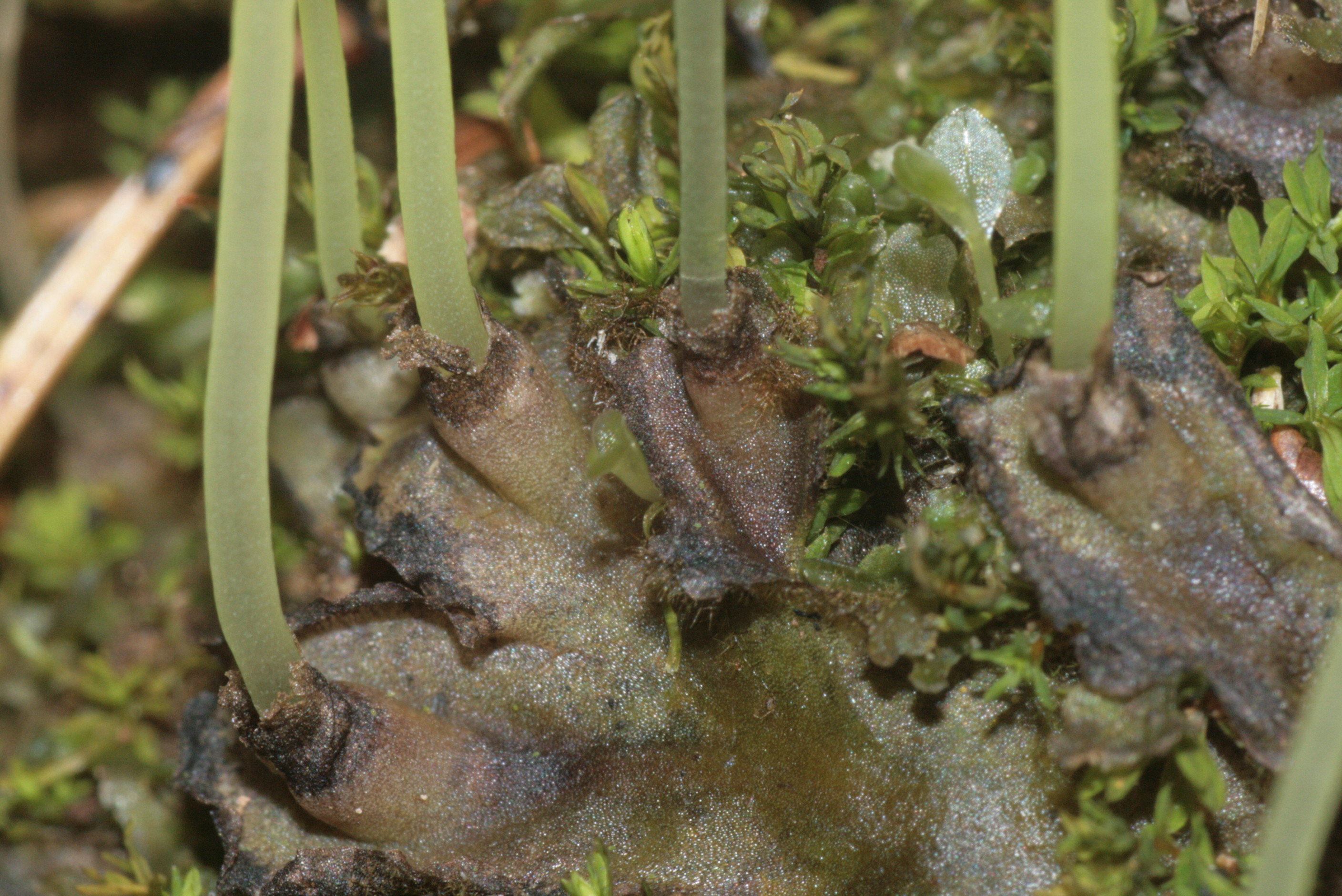
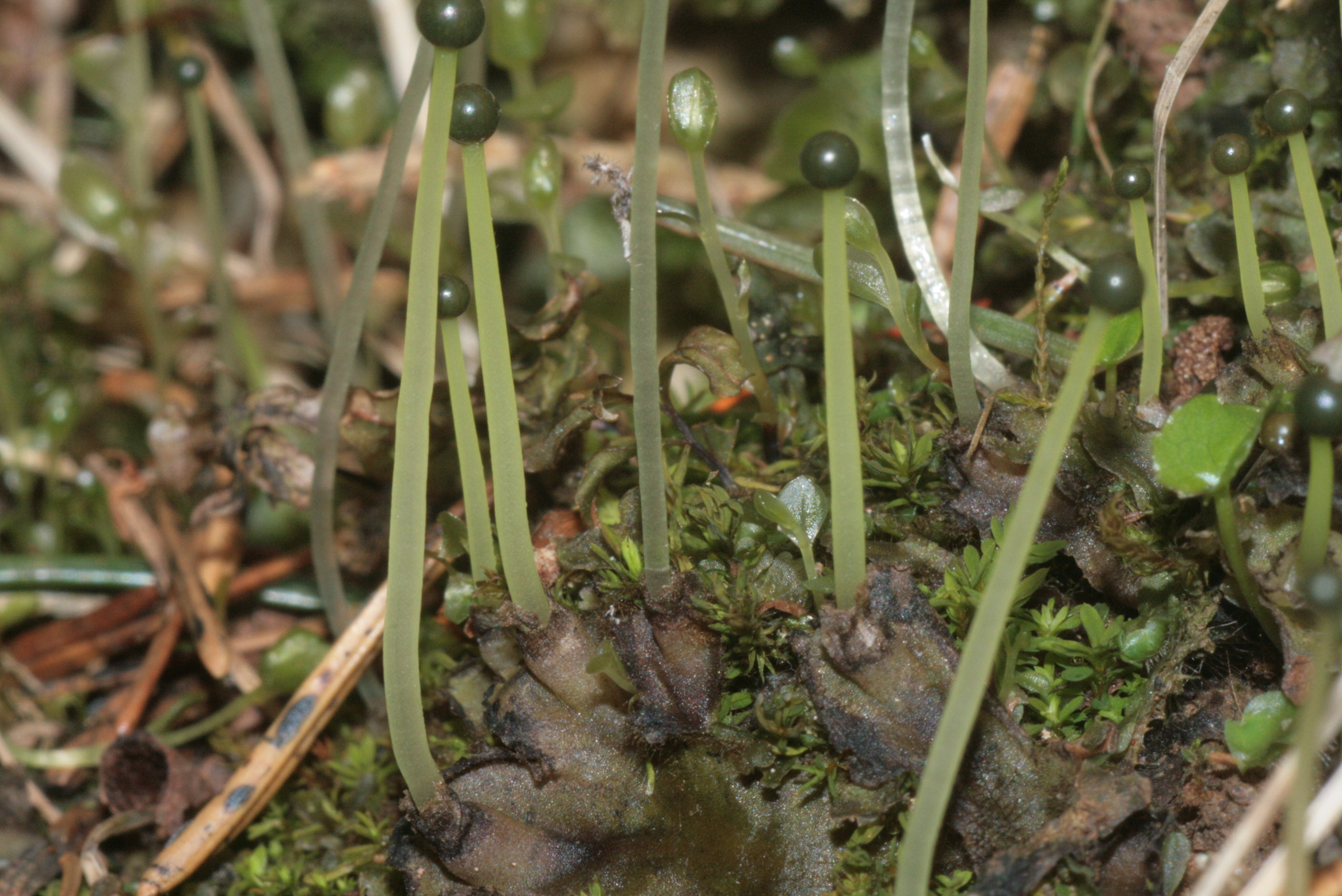